# Susanna Verbruggen
Susanna Verbruggen, död 1703, var en engelsk skådespelare.
Hon var engagerad vid Duke's Company 1681-1682, vid United Company 1682-1695 och sedan vid Dorset Garden och Theatre Royal. 
Hon var en stor publikfavorit och uppskattades för sina byxroller i komedier.